# Linn Skåber

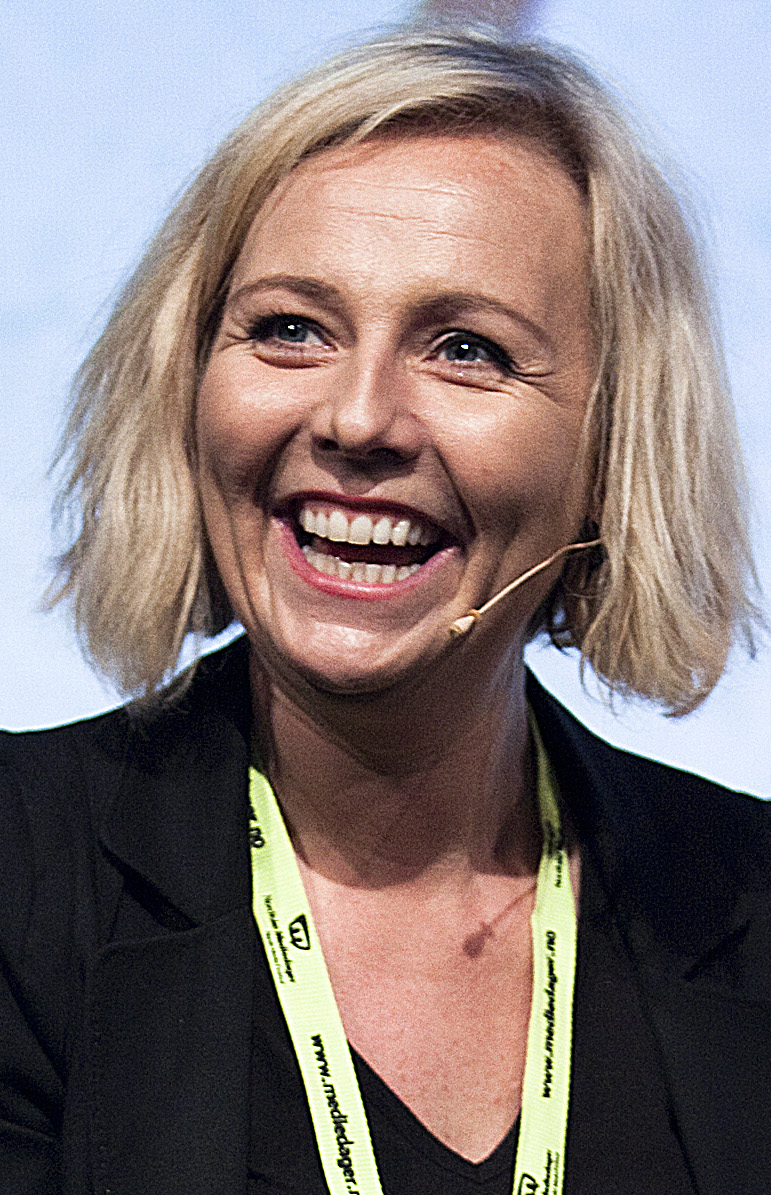
Linn Skåber, 2010

Linn Skåber (* 31. März 1970 in Oslo) ist eine norwegische Schauspielerin, Komikerin und Schriftstellerin. Von 2007 bis 2013 war sie Teil der Comedyshow Nytt på nytt.

## Leben
Skåber studierte von 1994 bis 1997 an der staatlichen Theaterschule Statens Teaterhøgskole, anschließend begann sie am Oslo Nye Teater zu spielen. Dort nahm sie unter anderem Rollen in Mirandolina, Beatles von Lars Saabye Christensen und The Rocky Horror Show an. Im Jahr 2006 wurde sie für ihre Rolle der Amalie im Stück Utlendingen mit dem Comedy-Preis Komiprisen in der Kategorie „Künstlerin/Revue und Comedy“ ausgezeichnet. Skåber erhielt im darauffolgenden Jahr die Hauptrolle in der Fernsehserie Hjerte til hjerte, wo sie auch als Drehbuchautorin beteiligt war. Die Serie wurde 2007 beim Fernsehpreis Gullruten als beste Neukreation ausgezeichnet. Im gleichen Jahr begann sie als Nachfolgerin von Anne-Kat. Hærland bei der Comedyshow Nytt på nytt als eine der beiden festen Teammitglieder zu erscheinen. Dort hatte sie zwischenzeitlich kleinere Pausen, um weiter am Theater spielen zu können. Sie verblieb bis Mai 2013 bei Nytt på nytt. Im Laufe der Zeit war sie neben Theater- und Fernsehproduktionen auch in verschiedenen Filmen zu sehen, so etwa in King Curling – Blanke Nerven, dünnes Eis.
In den Jahren 2017 bis 2019 arbeitete sie als Hauptdarstellerin und Drehbuchautorin an der Serie Best: Før, die bei TV 2 ausgestrahlt wurde, mit. Im Jahr 2018 veröffentlichte sie in Zusammenarbeit mit Lisa Aisato das Buch Til ungdommen. Dafür wurde sie mit dem Riksmålsforbundets barne- og ungdomsbokpris 2018, also dem Preis für das beste Kinder- und Jugendbuch der Kulturorganisation Riksmålsforbundet, ausgezeichnet. Das Buch wurde im September 2020 im deutschen Sprachraum beim Rowohlt Verlag unter dem Titel Being young herausgegeben. Im Herbst 2021 folgte das Buch Til oss – fra de eldste. Im Jahr 2021 war Skåber Teilnehmerin an der TV-Show Kongen Befaler von TVNorge. Skåber wurde im Dezember 2022 mit dem Wenche Foss’ ærespris ausgezeichnet.

## Auszeichnungen
- 2006: Komiprisen (Kategorie „Beste Künstlerin“)[9]
- 2007: Gullruten (Kategorie „Neukreation des Jahres“ für Hjerte til hjerte)
- 2018: Riksmålsforbundets barne- og ungdomsbokpris für Til ungdommen
- 2021: Leif Justers ærespris[10]
- 2022: Wenche Foss’ ærespris

## Filmografie (Auswahl)
- 1999: Lyckliga gatan (Fernsehserie, 4 Folgen)
- 2000: Sejer – se deg ikke tilbake (Fernsehserie, 4 Folgen)
- 2000: Fire høytider (Fernsehserie, 5 Folgen)
- 2002: Sejer – Djevelen holder lyset
- 2002: Jul på Månetoppen (Fernsehserie, 6 Folgen)
- 2005: Vinterkyss
- 2005: Tommys Inferno
- 2006: Genosse Pedersen
- 2007–2010, 2024: Hjerte til hjerte (Fernsehserie, 28 Folgen)
- 2008: Den siste revejakta
- 2009: Gute Nacht, mein Schatz (Fernsehserie, 2 Folgen)
- 2011: King Curling – Blanke Nerven, dünnes Eis
- 2013: Mig äger ingen
- 2014: Doktor Proktors Pupspulver
- 2015: Staying Alive
- 2015: Wendyeffekten
- 2015: Doktor Proktors Zeitbadewanne
- 2017–2019: Best: Før
- 2020: Gledelig Jul
- 2021: Ulven
- 2022: Folk og røvere i Kardemomme by
- 2023: Dummedag (Fernsehserie, 1 Folge)
- 2024: Purk (Fernsehserie, 1 Folge)
- 2024: Mittsommernacht (Fernsehserie, 5 Folgen)